# Simple系列
Simple系列是日本D3出版社（D3 Publisher）自1998年起發行的一系列廉價軟體，商品並非既有軟體經發行一段時間後的廉價版，而是全新的小成本製作軟體。其中的遊戲系列在以收集kuso game為主的次文化團體中有極高的評價。全系列作品的累計銷量已達到2000萬份。
Simple後面的數字代表其定價，如Simple2000即代表是定價兩千日圓的Simple系列軟體。而在Simple 2000系列多次登場的虛構二次元偶像雙葉理保有著廣泛的人氣。
系列中如地球防衛軍(Earth defense force)因為其趣味和惡搞性，進而獨立出來成為單獨作品進行發售。

## 外部連結
- D3 PUBLISHER INC.（页面存档备份，存于）
- 絕對SIMPLE主義（页面存档备份，存于）
- 巴哈姆特Simple系列討論版